# Jibannagar Upazila
Jibannagar Upazila är ett underdistrikt i Bangladesh.   Det ligger i provinsen Khulna, i den sydvästra delen av landet, 160 km väster om huvudstaden Dhaka.
Trakten runt Jibannagar Upazila består till största delen av jordbruksmark. Runt Jibannagar Upazila är det tätbefolkat, med 881 invånare per kvadratkilometer.